# أساتشا
أساتشا ((بالروسية: Асача)‏) هو بركان مركب يقع في الجزء الجنوبي من شبه جزيرة كامشاتكا، روسيا.